# Кафана Зора (Београд)
Кафана Зора изграђена је као део хотела Булевар у Београду око 1870. године. Кафана и даље постоји и ради. Налази се у Македонској улици број 7.

## Историјат
Кафана се помиње у записима из 19. века. Кафана Зора је била део Хотела Булевар. Пошто је власник био Ђорђе Пашон, у прво време се звала Пашонина кафана. Највероватније после доградње велике кафанске сале хотела почетком 1880-тих, Зора је престала да буде у саставу Хотела Булевар. Најдуже је власник био Ђорђе Пашон. После његове смрти имање је преузео поверилац Тома Вађел. Он га је оставио Трговачком удружењу које се и појављује као власник 1912, 1922. и 1933.
Кафана је позната и по томе што су се 5. априла 1941. године ту окупили пилоти 102. ескадриле 6. ловачког пука. После поноћи су позвани на аеродром да крену у одбрану земље од немачке авијације.

### Адресе кафанеЗора
Адресе су биле различите у зависности како се мењао назив улице. Прво је била Кастриотова, затим Поенкареова, па Македонска. Данас је то Македонска број 7.

### Промена назива кафане
Гости кафане су углавном били трговци тако да је 1937. године променила име у Трговачки клуб. Године 1940. мења назив у Централ.

## Занимљивости
- Оглашавање продаје плаца у кафани Зора. Питати Јову у Поенкареовој 7.[4]
- | „ | Кућа господска, на продају у улици Војводе Богдана. Партер и спрат, површина преко 700 метара. Упитати кафана Зора, Поенкареова ул. 7. | ” |